# Ranulf Flambard
Ranulf Flambard  (n. 1060, Normandia, Guernsey – d. 5 septembrie 1128, Durham, Regatul Angliei) a fost un episcop de Durham⁠(d) normand medieval și un influent ministru al regelui William Rufus al Angliei.  Ranulf era fiul unui preot din Bayeux, Normandia, iar porecla „Flambard” înseamnă „incendiator” sau „purtător de torțe” și se poate să se fi referit la personalitatea sa. Și-a început cariera sub regele William I al Angliei, probabil lucrând la compilarea Domesday Book, precum și ca păstrător al sigiliului regelui. La moartea lui William I, Ranulf a ales să-l slujească pe noul rege al Angliei, William Rufus. 
Sub Rufus, el a continuat să păstreze sigiliul regelui și s-a implicat și în administrarea financiară a regatului, unde și-a făcut rapid un nume prin metodele sale inovatoare de a obține venituri.  El a primit custodia mai multor funcții ecleziastice vacante, administrând la un moment dat șaisprezece episcopii sau abații vacante. Sarcinile sale multiple au făcut să fie considerat primul mare justițiar⁠(d) al Angliei.  În timpul domniei lui Rufus, Ranulf a supravegheat construcția primului pod de piatră din Londra și pe cea a sălii regelui de la Westminster.  În 1099 a fost răsplătit cu episcopia de la Durham. 
La moartea lui Rufus în 1100, Ranulf a fost închis în Turnul Londrei de către succesorul acestuia, Henric al Angliei.  Ranulf era un țap ispășitor convenabil pentru extorcările financiare din timpul domniei lui Rufus. A devenit primul prizonier care a evadat din Turn și a plecat în exil în Normandia cu fratele mai mare al lui Rufus și Henric, Robert Curthose, duce de Normandia⁠(d).  Ranulf a devenit un consilier principal al lui Robert și l-a asistat în invazia nereușită a Angliei, o încercare de a-l detrona pe Henric. Frații s-au împăcat, dar, deși Ranulf a reprimit funcția, a petrecut următorii câțiva ani în Normandia, revenind abia după ce Henric l-a învins pe Robert în bătălia de la Tinchebray.  Ranulf s-a retras ulterior din viața politică, având doar apariții ocazionale în public. El a rămas activ în treburile ecleziastice, a participat la consilii și a lucrat pentru a apăra drepturile scaunului său episcopal.

## Începuturile vieții

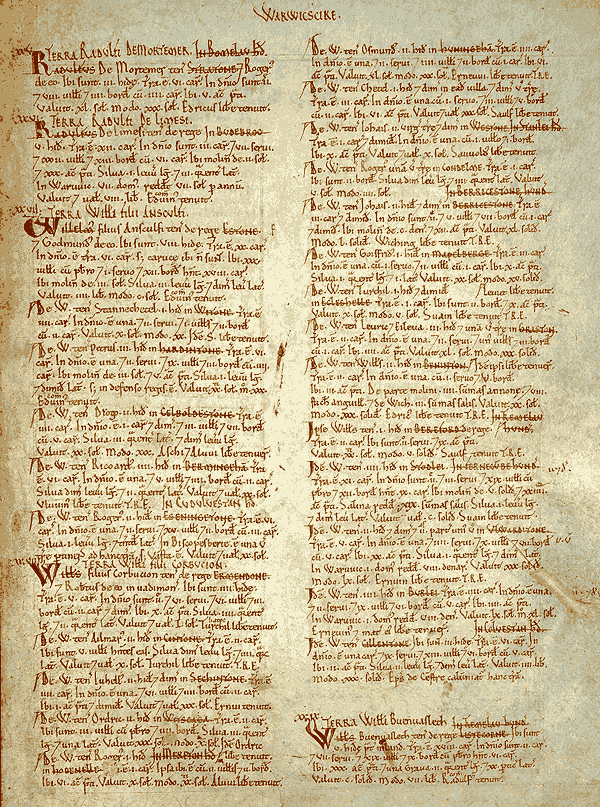
O pagină din Domesday Book, la care a lucrat Ranulf

Ranulf era normand, fiul lui Thurstin, un preot paroh din eparhia Bayeux⁠(d). Ranulf s-a născut probabil în preajma anului 1060, având aproape 70 de ani când a murit în 1128. Inițial, a lucrat pentru Odo de Bayeux⁠(d), dar a intrat în curând în cancelaria⁠(d) regelui William I, fratele uterin al lui Odo. El s-a remarcat printre ceilalți funcționari pentru inteligența sclipitoare și înfățișarea plăcută. Porecla lui, Flambard, înseamnă „purtător de torță”, „incendiator” sau „devoratoar de flacări”; și s-ar putea să i se fi dat din cauza personalității sale înflăcărate. Orderic Vitalis, un cronicar medieval, consemnează că Robert fitzThurstin⁠(d) i-a dat porecla lui Ranulf, deoarece îl deranja faptul că Ranulf, deși de familie modestă, dădea ordine nobililor. Arhiepiscopul Anselm de Canterbury i-a spus papei că porecla provine de la cruzimea lui Ranulf, pe care Anselm o asemăna cu o flacără care consumă totul. Ordic afirma mai departe că Ranulf era „educat din copilărie, cu paraziți dintre cei care umblau pe la curte”.
Ranulf a dobândit reputația de finanțator și administrator capabil și a contribuit la creșterea veniturilor regale. Se pare că a jucat un rol important în compilarea studiului Domesday, fiind poate chiar principalul orchestrator al proiectului. Domesday Book îl consemnează drept scrib și ca proprietar de moșii în mai multe comitate. Înainte de moartea bătrânului rege, el a devenit capelan al lui Maurice,⁠(d) episcop de Londra⁠(d), pe care l-a slujit anterior în cabinet. Unele surse spun că era „aproape analfabet”, dar acesta probabil însemna că nu era educat formal în artele liberale. Munca sa în cancelarie și ca administrator ar fi necesitat cunoașterea limbii latine. De asemenea, el a slujit drept păstrător al sigiliului regelui din preajma anului 1085.  Odată, în timp ce călătorea în estuarul Tamisei cu sigiliul, a fost capturat de pirați. El a împiedicat capturarea sigiliului aruncându-l în mare. Deși l-a slujit pe William Cuceritorul, el nu atestă nicio cartă sau o hotărâre autentică a lui William, ceea ce înseamnă că pe atunci el nu era un slujbaș important. Când regele William a murit și pământurile sale au fost împărțite între fiul său mai mare, Robert Curthose, care a primit Normandia, și al treilea fiu, William Rufus,  care a primit Anglia, Ranulf a ales să-l slujească pe Rufus în Anglia.

## Munca sub Rufus

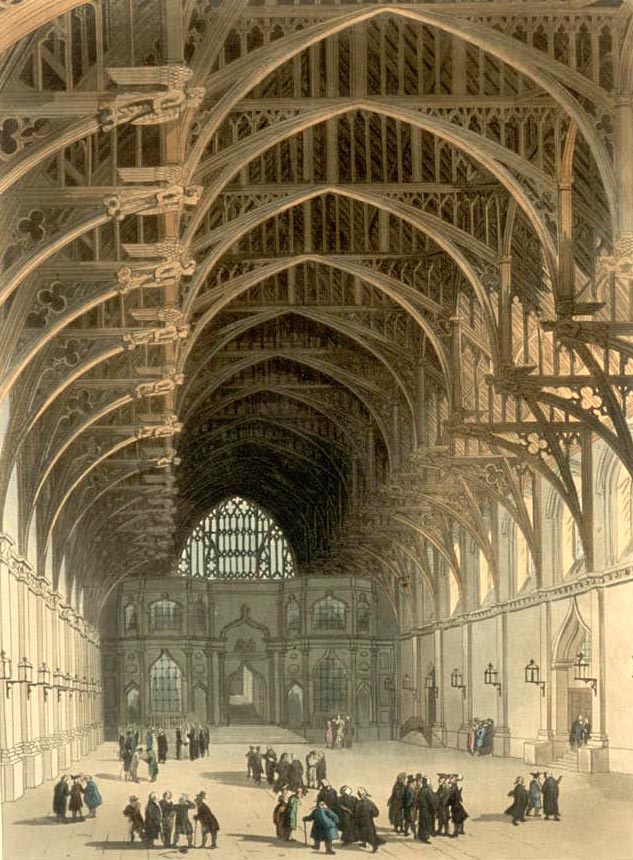
Desen al interiorului sălii Westminster, datând din jurul anului 1808. Zidurile datează de la lucrările de construcție ale lui Ranulf.

Înainte de moartea lui William Cuceritorul, Ranulf deținea o prebendă⁠(d) în dieceza de Salisbury⁠(d).  La începutul domniei lui Rufus, a deținut funcțiile de decan al Christchurch-ului, în Twynham, Hampshire și a fost prebendar al Londrei și al Lincolnului. Era încă păstrător al sigiliului regelui și se poate să fi fost responsabil de scriptoriul regal. El este de obicei descris drept capelan al lui Rufus, dar este numit și trezorier și uneori capitalis justicaiarius.  Alteori, rolul său are titlul de procurator. William de Malmesbury îl numește „gestionarul întregului regat”.
La Christchurch, Ranulf a redus numărul de canoni care slujeau biserica de la 25 la 13, neînlocuindu-i pe funcționarii care mureau. Ranulf a păstrat veniturile care ar fi mers la canonii dispăruți și le-a folosit pentru a reconstrui biserica. Unele surse medievale susțin că, în reconstruirea bisericii de la Twynham, el nu numai că a demolat biserica pe care o înlocuia, ci și alte nouă care se aflau în apropiere. 
În calitate de administrator financiar principal, Ranulf a dus greul condamnărilor cronicarilor pentru extorcare și pentru eforturile de a spori veniturile regale. Pe lângă încercările de a spori eficiența colectării și rata de impozitare, Ranulf a creat noi metode de strângere de bani. Una dintre noile sale măsuri de colectare a veniturilor a venit în 1094, când fyrd⁠(d), sau milițiile voluntare engleze, au fost adunate pentru a se lupta în Normandia împotriva fratelui regelui Robert Curthose. Când toți bărbații s-au adunat, în loc să-i trimită în Normandia, Ranulf i-a trimis acasă, după ce a colectat de la fiecare cei 10 șilingi⁠(d) pe care fiecare om îi primise de la districtul lor pentru întreținere. Ranulf a cheltuit banii pe mercenari. Ranulf a intentat și procese, inclusiv împotriva lui Anselm chiar în ziua consacrării acestuia ca arhiepiscop de Canterbury. O altă inovație a fost încercarea de a colecta bani cu titlu similar sumelor plătite de vasali la moartea unui suzeran, de la subchiriașii pământurilor bisericii atunci când funcția ecleziastică corespunzătoare trecea în mâinile altcuiva. Această încercare a avut loc la moartea lui Wulfstan, episcop de Worcester,⁠(d) în 1095, când regele a trimis înscrisuri țăranilor liberi ce munceau pământurile episcopiei, stabilind suma de bani datorată regelui. Această încercare nu s-a mai repetat însă. 
Ranulf a administrat pentru rege o mare parte din funcțiile ecleziastice vacante. El a condus personal șaisprezece mănăstiri sau episcopii. În cele din urmă el a obținut pentru el personal bogatul post de episcop de Durham⁠(d) în mai 1099, și a fost întronizat la 5 iunie 1099.  El fusese custodele acestei episcopii de la moartea episcopului anterior la începutul anului 1096.  La slujba de întronizare, a reușit să evite să presteze jurământ de supunere față de Thomas, arhiepiscopul Yorkului⁠(d), așa cum făcuse predecesorul său. William din Malmesbury⁠(d), un cronicar medieval, l-a acuzat pe Ranulf că ar fi plătit 1.000 de lire pentru funcție. El a primit jurisdicție ecleziastică asupra Carlisle-ului și Cumbriei, cum primiseră și predecesorii săi în calitatea lor de episcopi de Lindisfarne, dar a exercitat-o doar pentru o perioadă scurtă de timp, deoarece după accederea la tron a lui Henric I, jurisdicția asupra acestor zone a fost transferată diecezei de York. 
S-a sugerat că Ranulf ar fi fost primul justițiar (sau mare justițiar) al întregii Anglii, deși el nu a deținut titlul și nu este clar dacă puterea lui era la fel de extinsă ca a lui Roger Salisbury⁠(d) în domnia următoare. A condus guvernul Angliei în timp ce Rufus se lupta în Normandia, nu doar strângând bani, ci emițând și înscrisuri⁠(d) și ținând judecată, prerogative ce aparțineau regelui.  William din Malmesbury spunea, în descrierea eforturilor financiare ale lui Ranulf, că „i-a jupuit pe cei bogați, i-a doborât pe săraci și a măturat moștenirile altora în plasa lui”. Un alt cronicar medieval, Orderic Vitalis, spunea că Ranulf intenționează să revizuiască cadastrul Angliei, aproape cu siguranță Domesday Book, și că intenționa să utilizeze acest cadastru revizuit pentru a confisca toate proprietățile a căror valoare depășește o anumită sumă. Chiar dacă ar fi planificat așa ceva, nu a făcut-o niciodată.
Ranulf a lucrat adesea coordonat cu Haimo⁠(d) dapiferul (seneșalul), și cu Urse d'Abetot⁠(d) pentru punerea în aplicare a hotărârilor judecătorești regale. Odată, împreună cu Robert Bloet⁠(d), episcop de Lincoln⁠(d), au reevaluat terenurile Abației Thorney⁠(d) pentru impozitare. Cu altă ocazie, a primit ordin ca, împreună cu episcopul de la Chichester⁠(d), Ralph de Luffa⁠(d), să aibă grijă ca mănăstirea din Fecamp să primească custodia unei biserici din Steyning⁠(d). Alții care lucrau adesea cu Ranulf erau Robert FitzHaimo⁠(d), Roger Bigod⁠(d) și Eudo⁠(d) dapiferul. Acești oameni sunt uneori considerați de către istorici drept primii baroni ai trezoreriei⁠(d). Există în timpul administrării lui Ranulf și semne  de judecători rezidenți în comitatele care țineau curți regale. De asemenea, se mai foloseau și judecători itineranți pentru a audia cauze rezervate coroanei.
În timp ce administra Anglia pentru Rufus, Ranulf supraveghea și proiectele de construcții. Sub conducerea sa, a fost construit primul pod de piatră din Londra. Ranulf a construit și un zid în jurul Turnului Alb⁠(d) din Londra, închizând curtea interioară. S-a construit și o nouă sală la Westminster, din care s-au păstrat pereții exteriori de la Westminster Hall. A început construcția bisericii de la Christchurch din Twynham, care fusese dată de Rufus. După moartea lui Rufus, biserica a fost confiscată de la Ranulf, iar lucrările de construcție au încetat. Criptele și transeptele bisericii actuale datează însă de la lucrările de construcție ale lui Ranulf.

## Sub Henric I

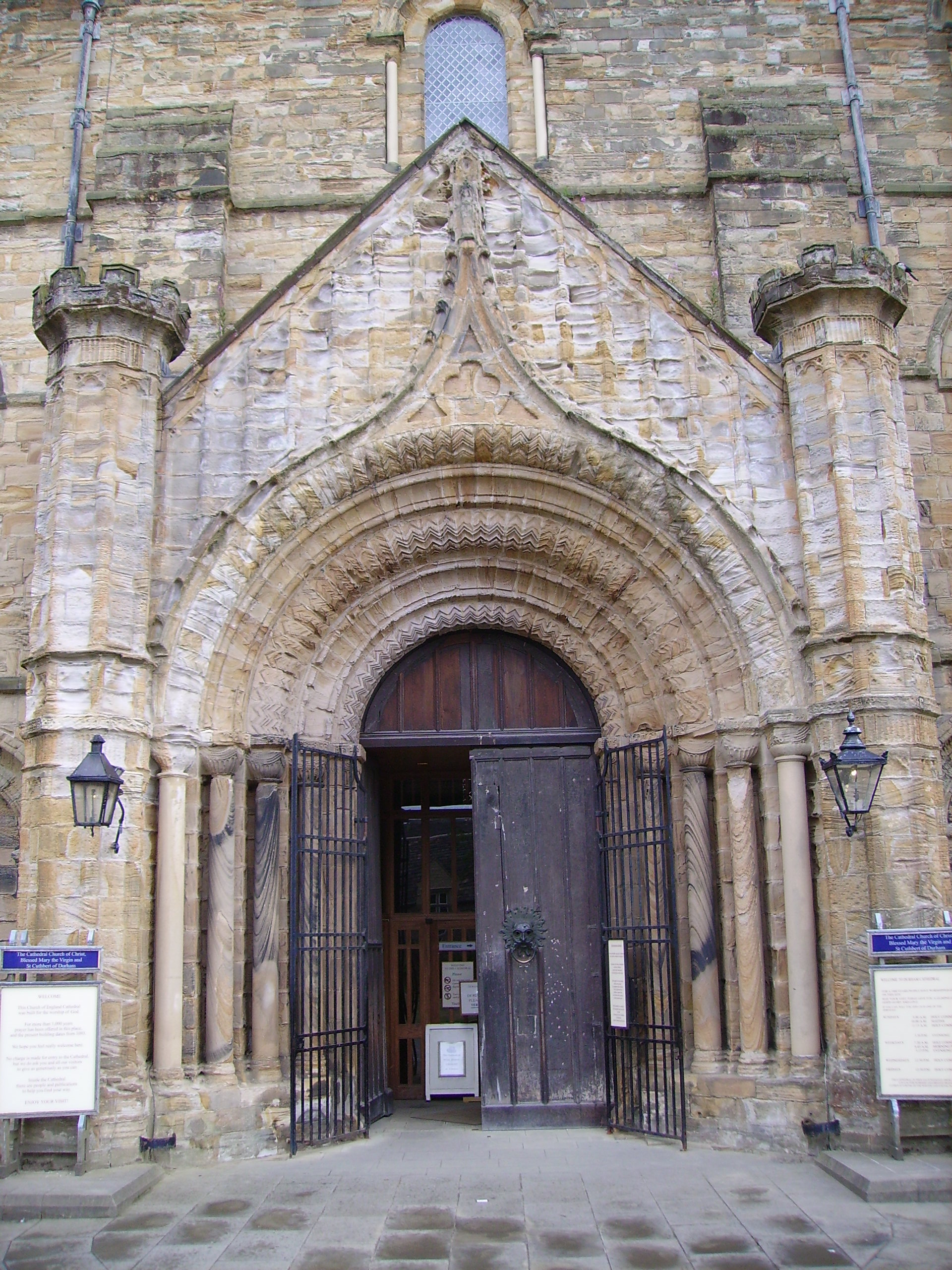
Intrarea în Catedrala Durham

La accederea la tron a regelui Henric I, noul rege l-a închis pe Ranulf în Turnul Londrei la 15 august 1100 sub acuzația de delapidare. Custodele său, William din Mandeville, a permis episcopului să evadeze la 3 februarie 1101. Flambard nu a fost doar primul deținut din castel, ci și prima persoană care a evadat de acolo. O legendă populară spune că episcopul ar fi coborât pe fereastra celulei sale printr-o funie pe care prietenii i-o strecuraseră într-o damigeană de vin. Ranulf a dat vinul gardienilor și, după ce aceștia s-au îmbătat și au adormit, el ar fi coborât pe frânghie pentru a scăpa. Prietenii lui au aranjat un vas care să-l transporte pe Ranulf, împreună cu o parte din aurul episcopului și cu mama vârstnică a acestuia în Normandia. S-a refugiat peste Canalul Mânecii împreună cu fratele lui Henric, Robert Curthose, unde a devenit unul dintre principalii consilieri ai ducelui. Regele Henric l-a deposedat pe Ranulf de moșiile sale de la Whitsun⁠(d) în 1101, și noul arhiepiscop de York, Gerard⁠(d), i-a luat episcopia. Arhiepiscopul de Canterbury, Anselm, i-a aranjat lui Flambard un proces într-un tribunal papal pentru simonie și a obținut emiterea unui decret papal împotriva lui Ranulf. 
În calitate de consilier al lui Robert, Ranulf l-a presat pe duce să-i conteste coroana lui Henric.  Istoricul David Crouch⁠(d) spune că Ranulf „trebuia să furnizeze viziunea și energia strategice care îi lipseau ducelui Robert”, iar alți istorici au fost de acord că sosirea lui Ranulf a fost catalizatorul capacității lui Curthose de a pune la punct o invazie.  Ranulf avea sarcina de a organiza transportul pentru invazia Angliei și, de asemenea, a asigurat trecerea de partea lor a unora dintre vasele lui Henric, permițând astfel flotei să debarce în siguranță. Robert a invadat Anglia în iulie 1101 împreună cu Ranulf, dar Robert a acceptat la tratatul de la Alton⁠(d), la 2 august 1101, renunțând la pretenția față de tronul Angliei. Deși niciun cronicar nu menționează că Ranulf ar fi fost prezent la Alton, probabil că a fost și el acolo.  Ranulf a fost iertat prin tratat și a revenit la episcopia sa, dar a ales să mai rămână cu Robert încă cinci ani. Unii istorici, între care CW Hollister, văd tratatul ca pe o urzeală a lui Ranulf, în principal în încercarea de a-și salva propria carieră ecleziastică în Anglia, renunțând la rolul de consilier șef al lui Curthose, și devenind doar unul dintre mai mulți.
Robert l-a răsplătit pe Ranulf pentru sfatul său în timpul invaziei, încredințându-i administrația episcopiei de Lisieux⁠(d).  După înfrângerea lui Robert de către Henric la Tinchebray în 1106, episcopul a fost printre primii care s-au împăcat cu Henric, și s-a întors la Durham. S-a retras din viața politică. Henric îl înlocuise deja cu Roger de Salisbury, un finanțist capabil care era infinit mai acceptabil pentru națiune. Deși unii istorici au susținut că șederea lui Ranulf în Normandia a fost ca agent al lui Henric, se pare că Ranulf se ocupa în principal de interesele sale și ale familiei sale.
În 1108, Ranulf a fost târât în mijlocul unei dispute între arhiepiscopul Anselm și noul arhiepiscop de York, Thomas⁠(d), pe marginea chestiunii dacă Thomas ar trebui sau nu să presteze jurământ de credință lui Anselm. Deoarece Anselm a refuzat să îl întronizeze pe Thomas fără jurământ de credință, iar Thomas a refuzat să-l presteze, Thomas nu putea să întronizeze el însuși episcopi.  Ranulf i-a scris lui Anselm, cerându-i să poată acționa ca surogat al lui Thomas și să îl întronizeze pe Turgot of Durham⁠(d) ca episcop de St Andrew's⁠(d). În septembrie 1108, Anselm i-a scris lui Ranulf, interzicându-i lui și oricui altcuiva decât Thomas sau Anselm, să îl întronizeze pe Thurgot sau pe alți episcopi. Ulterior, Ranulf a încercat să-l mituiască pe regele Henric să-i ia partea lui Thomas. Thurgot fusese prior al colegiului de canonici⁠(d) la Durham, dar avusese conflicte cu Ranulf, care a aranjat ca el să fie ales la St Andrew's drept compromis pentru dispută. 
Ranulf a fost cel care a hirotonit pe Thurstan⁠(d), arhiepiscopul ales al Yorkului, ca preot în 1115, deși Thurstan a trebuit să aștepte încă patru ani să fie întronizat ca episcop. Ranulf a participat la Conciliul de la Reims⁠(d) din 1119, ținut de Papa Callixtus al II-lea. În 1125, Ioan de Crema⁠(d), legatul papal în Anglia, l-a vizitat pe Durham pentru a investiga acuzațiile împotriva episcopului. Cronicarii medievali au povestit că legatul a fost impresionat de nepoata lui Ranulf și, după ce s-a culcat cu fata, nu a mai acționat în vederea vreunei acuzații împotriva lui Ranulf.  Povestea este puțin probabil să fie adevărată.

## Moartea și memoria

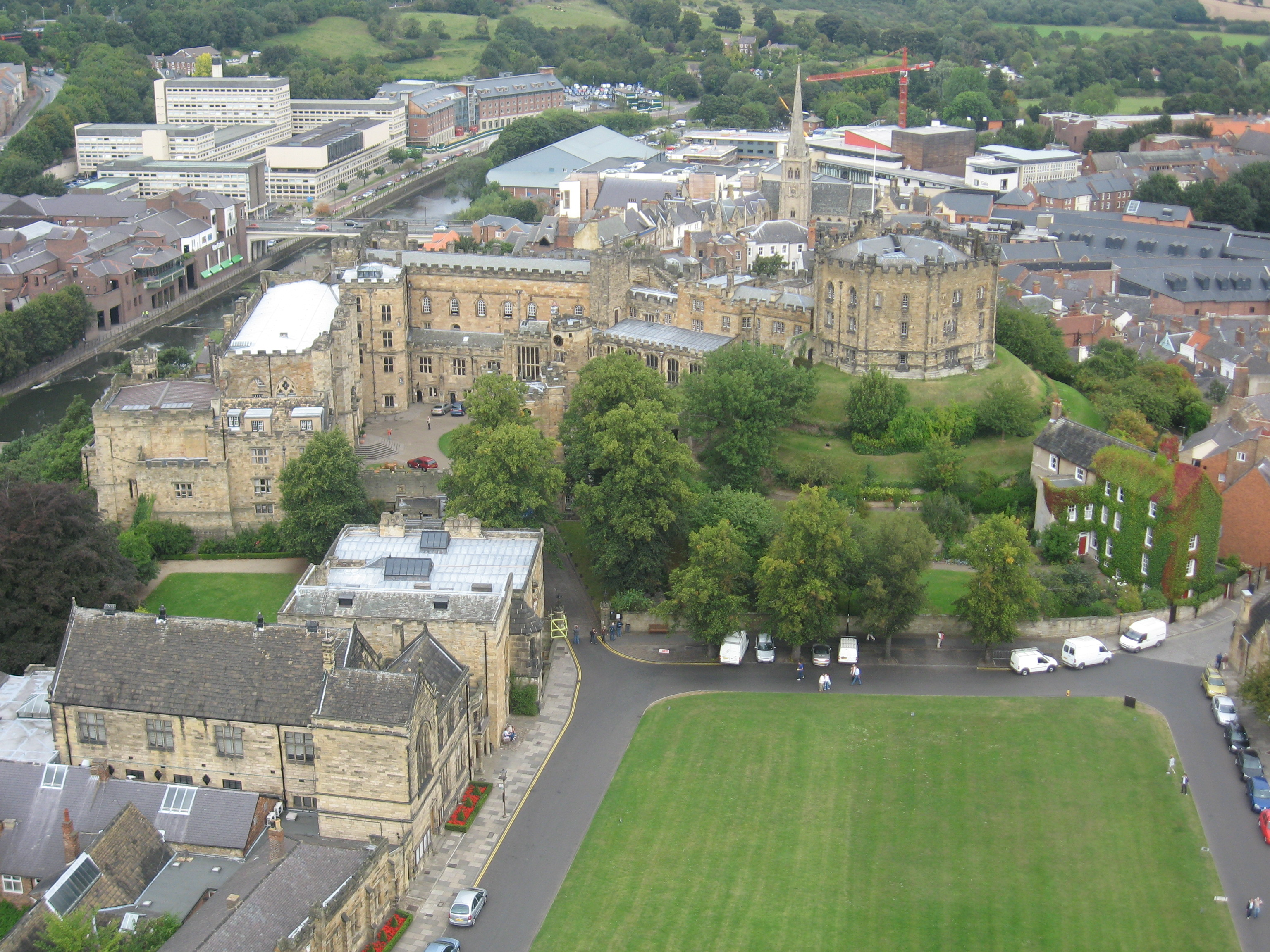
Vedere modernă a catedralei din Durham, către castelul Durham, peste Peluza Palatului.

Ranulf a lucrat pentru a finaliza catedrala⁠(d) pe care o începuse predecesorul său, William de St-Calais⁠(d); a fortificat Durhamul cu un zid din jurul castelului Durham⁠(d), a construit castelul Norham⁠(d) pentru a ajuta la apărarea râului Tweed⁠(d); și a înzestrat biserica colegială din Christchurch, Hampshire. El a construit sau a extins alte biserici, inclusiv cea de la Christchurch din Hampshire pe care o înzestrase, și biserica Sfântul Martin din Dover. Primul pod de piatră de la Durham a fost completat la instruirea sa în 1120, așa-numitul Pod Framwellgate⁠(d), descris ca „o minunată lucrătură”. El a curățat și a nivelat Peluza Palatului din Durham, între castel și catedrală. În timp ce cronicarii mai mult l-au condamnat Ranulf pentru moravurile sale, colegiul canonicilor catedralei îl stima mult din cauza activităților sale de construcție și pentru că apăra drepturile Durhamului. Deși a uzurpat unele din veniturile colegiului catedralei, banii din aceste drepturi au fost folosiți pentru a finaliza reconstrucția catedralei, iar ulterior a restabilit venitul călugărilor și le-a mărit zestrea. La moartea lui, zidurile catedralei erau terminate până la „acoperiș”, ceea ce probabil înseamnă bolta.
Ranulf a atras pe lângă el cărturari și a reformat administrația diecezei, împărțind-o în arhidiaconii. Ranulf a supravegheat mutarea moaștelor Sfântului Cuthbert⁠(d) într-un nou mormânt într-o ceremonie generoasă. El îl vizita și pe pustnicul Sfântul Godric⁠(d), cu care s-a împrietenit.
Unul dintre frații lui Ranulf a fost Fulcher, care a fost episcop de Lisieux în 1101. Un alt frate a fost Osbern, care era funcționar regal pentru Rufus, iar ultimul frate a fost Geoffrey.  S-ar putea ca Fulcher să fi fost numit episcop pentru a-i permite lui Ranulf să exploateze episcopia în timp ce Ranulf era în exil în Normandia. Ranulf a avut un fiu, Thomas, care a fost și el episcop de Lisieux, imediat după unchiul său. Ca și unchiul său, el ar fi putut fi numit ca înlocuitor pentru a permite tatălui său să-și însușească veniturile de la Lisieux. Amanta lui Ranulf era o englezoaică numită Alveva sau Ælfgifu, care i-a dăruit cel puțin doi fii. Fiii Alvevei erau Ranulf, care a fost arhidiacon, și Elias. Când Ranulf a devenit episcop, s-a căsătorit cu o orășeancă⁠(d) din Huntingdon, dar a rămas în relații bune atât cu Alveva cât și cu soțul ei, adesea stând la ei când era plecat de la Durham.  Alveva a fost mătușa Christinei de Markyate și se spune că Christina a respins încercările episcopului de a o seduce în 1114.  Alveva și fiul lui Ranulf, Elias, au deținut o prebendă la Londra, el fiind funcționar regal al lui Henric I. Ralf, fiul lui Ranulf, a fost paroh la Middleham și a deținut și el o prebendă la Londra. El a stat pe lângă curtea arhiepiscopului Theobald⁠(d) de Canterbury după 1138. Unii dintre fiii lui Ranulf au fost educați la Laon sub îndrumarea lui William de Corbeil⁠(d), unul dintre grefierii lui Ranulf. Unul dintre nepoții lui Ranulf, Ralf, a fost arhidiacon în Northumberland și în timpul domniei regelui Stephen a ajutat la a menține eparhia Durham loială acestuia. Alți nepoți erau Osbert, care a fost șeriful la Durham, precum și Robert, Richard și William, care dețineau fiefuri. Fără relație de rudenie cu Ranulf, William de Corbeil a devenit unul dintre grefierii casei lui Ranulf și, în cele din urmă, a fost ales arhiepiscop de Canterbury în 1123.
Ranulf a murit la 5 septembrie 1128. A fost înhumat în canonicatul din Durham, unde mormântul său a fost deschis în 1874.  Scheletul său s-a păstrat, iar examinarea acestuia arată că avea circa 1,75 m înălțime. Îi plăceau hainele și era întotdeauna îmbrăcat elegant. Era eficient în colectarea veniturilor regale, dar era și generos cu oamenii săi, iar spre sfârșitul vieții a dăruit cu generozitate săracilor. Sceptrul de episcop și inelul cu sigiliu se găseau în mormânt și erau destul de simple. Un amănunt neobișnuit în mormântul său este acela că a fost îngropat deasupra unui strat de cărbune care era așezat pe straturi alternante de var și pământ.
Reputația lui Ranulf a suferit din cauza ostilității cronicarilor monahali atât față de el, cât și față de Rufus. Mulți cronicari au deplâns relativismul lui moral și duritatea măsurilor sale financiare. Ordic l-a descris pe Ranulf drept „dependent de petrecerii și beții și pofte trupești; crud și ambițios, risipitor cu adepții lui, dar lacom în luare avutului altora”. În afară de cronicari, arhiepiscopul Anselm de Canterbury i-a scris papei Pascal al II-lea, în timp ce Ranulf era în exil, descriindu-l pe Ranulf drept „strângător de chirie cu cea mai rea reputație cu putință”. William din Malmesbury a spus că Flambard era un „prăduitor al bogaților și un dărâmător al săracilor”.  Istoricii victorieni, între care EA Freeman⁠(d), l-au demonizat pe Ranulf, iar Freeman a susținut în special că Ranulf era un „geniu malign”. Istoricii moderni au îmbrățișat o viziune mai moderată, începând cu R. W. Southern⁠(d) în 1933. Istoricul David Bates a simțit că el, alături de succesorul său, Roger de Salisbury, „au fost, în esență, manageri-șefi ai finanțelor și justiției regelui”.